# Mogliano
Mogliano település Olaszországban, Marche régióban, Macerata megyében. Lakosainak száma 4337 fő (2023. január 1.). Mogliano Fermo, Loro Piceno, Petriolo, Corridonia, Francavilla d’Ete és Massa Fermana községekkel határos.

## Népesség
A település lakossága az elmúlt években az alábbi módon változott:
| Lakosok száma | 4641 | 4576 | 4337 |
|               | 2017 | 2018 | 2023 |